# Elvis' Golden Records
Elvis' Golden Records también conocido como Elvis Golden Records vol. 1 es el quinto álbum y el primer álbum recopilatorio del músico y cantante estadounidense Elvis Presley, publicado por la compañía discográfica RCA Victor en marzo de 1958. Las canciones fueron grabadas mayoritariamente en los Radio Recorders de Hollywood, con una sesión en los RCA Studios de Nueva York el 30 de enero, otra en los 20th Century Fox Stage One de Hollywood el 24 de agosto, y una tercera entre enero y abril de 1956 en los RCA Studios de Nashville.
Este se convertiría el primer recopilatorio de la carrera musical de Presley, así como uno de los primeros grandes éxitos en la historia del rock and roll y el primero de una serie de recopilatorios con el título de Elvis' Golden/Gold Records, cuatro de los cuales fueron lanzados en vida del músico. 
El álbum alcanzó el puesto tres en la lista estadounidense Billboard 200 y fue certificado como disco de oro el 17 de octubre de 1961 y platino el 20 de mayo de 1988 por la RIAA.  En 1999 el compilado alcanzó la categoría de séxtuple platino siendo este álbum junto a Elvis 30 el álbum compilado con mayores ventas de Elvis 

## Contenido
Golden Records incluyó ocho números uno así como cinco caras B de sencillos, «Hound Dog», «Loving You», «That's When Your Heartaches Begin», «Treat Me Nice», «Anyway You Want Me», y un tema de un disco, «Love Me», originalmente publicado en el LP Elvis en 1956. Cada cara B también entró en las listas de éxitos de forma separada a su respectiva cara B, con cuatro de ellas llegando al top 40 y «Hound Dog» alcanzando el primer puesto.
En la década de 1950, un disco de oro se correspondía a la venta de un millón de copias de un sencillo, diferente de la definición usada en décadas posteriores, en las cuales la certificación se conseguía con la venta de 500 000 unidades. 
Aunque el ejecutivo Steve Holes estaba disponible para las sesiones de grabación en RCA, Peter Guralnick, historiador de Presley, indicó que el músico había actuado como productor para las sesiones de RCA a finales de la década de 1950.

## Arte de tapa
El arte de tapa del álbum original, constaba de una pequeña imagen del rostro de Elvis con un fondo difuminado en color rojo con varios discos de oro dispuestos a modo de adornos colgantes. No obstante que ese diseño fue el que más difusión tuvo en América y Europa, años más tarde se editó una versión del álbum con un primer plano de Presley ya con el corte de cabello del ejército en color sepia con una gran letra E destacando en dorado. 
Por otro lado en el Reino Unido también se editó muchos años después en 1970, una edición que llevó por portada una fotografía de Presley ataviado con traje de cuero negro de 1968 durante la jam session  del especial televisivo de la NBC,

## Lista de canciones
|        |   |                                                  |                                         |                         |          |                          |                   |          |
| Cara A |   |                                                  |                                         |                         |          |                          |                   |          |
| No.    | Z | Título                                           | Escritor(es)                            | Grabación               | Catálogo | Fecha de lanzamiento     | Posición en lista | Duración |
| 1.     |   | "Hound Dog"                                      | Jerry Leiber, Mike Stoller              | 2 de julio de 1956      | 47-6604b | 13 de julio de 1956      | 1                 | 2:15     |
| 2.     |   | "Loving You"                                     | Jerry Leiber, Mike Stoller              | 24 de febrero de 1957   | 47-7000b | 11 de junio de 1957      | 20                | 2:12     |
| 3.     |   | "All Shook Up"                                   | Otis Blackwell, Elvis Presley           | 12 de enero de 1957     | 47-6870  | 22 de marzo de 1957      | 1                 | 1:57     |
| 4.     |   | "Heartbreak Hotel"                               | Mae Axton, Tommy Durden, Elvis Presley  | 10 de enero de 1956     | 47-6357  | 27 de enero de 1956      | 1                 | 2:09     |
| 5.     |   | "Jailhouse Rock"                                 | Jerry Leiber, Mike Stoller              | 30 de abril de 1957     | 47-7035  | 24 de septiembre de 1957 | 1                 | 2:27     |
| 6.     |   | "Love Me"                                        | Jerry Leiber, Mike Stoller              | 1 de septiembre de 1956 | LPM 1382 | 19 de octubre de 1956    | 2                 | 2:43     |
| 7.     |   | "Too Much"                                       | Lee Rosenberg, Bernard Weinman          | 2 de septiembre de 1956 | 47-6800  | 4 de enero de 1957       | 1                 | 2:31     |
| Cara B |   |                                                  |                                         |                         |          |                          |                   |          |
| No.    |   | Título                                           | Escritor(es)                            | Grabación               | Catálogo | Fecha de lanzamiento     | Posición en lista | Duración |
| 1.     |   | "Don't Be Cruel"                                 | Otis Blackwell, Elvis Presley           | 2 de julio de 1956      | 47-6604  | 13 de julio de 1956      | 1                 | 2:02     |
| 2.     |   | "That's When Your Heartaches Begin" (Versions 2) | Fred Fisher, Billy Hill, William Raskin | 13 de enero de 1957     | 47-6870b | 22 de marzo de 1957      | 58                | 3:21     |
| 3.     |   | "(Let Me Be Your) Teddy Bear"                    | Kal Mann, Bernie Lowe                   | 24 de enero de 1957     | 47-7000  | 11 de junio de 1957      | 1                 | 1:45     |
| 4.     |   | "Love Me Tender"                                 | Vera Matson, Elvis Presley              | 24 de agosto de 1956    | 47-6643  | 28 de septiembre de 1956 | 1                 | 2:41     |
| 5.     |   | "Treat Me Nice"                                  | Jerry Leiber, Mike Stoller              | 5 de septiembre de 1957 | 47-7035b | 24 de septiembre de 1957 | 18                | 2:10     |
| 6.     |   | "Anyway You Want Me (That's How I Will Be)"      | Cliff Owens, Aaron Schroeder            | 2 de julio de 1956      | 47-6643b | 28 de septiembre de 1956 | 20                | 2:14     |
| 7.     |   | "I Want You, I Need You, I Love You"             | Lou Kosloff, George Mysels              | 14 de abril de 1956     | 47-6540  | 12 de mayo de 1956       | 1                 | 2:40     |
|        |   |                                                  |                                         |                         |          |                          |                   |          |